# Протока Сміта
78°25′00″ пн. ш. 74°00′00″ зх. д. / 78.4167° пн. ш. 74° зх. д.
Протока Сміта (англ. Smith Sound, дан. Smith Sund; фр. Détroit de Smith) — протока у Північному Льодовитому океані, розділяє острови Гренландія і Елсмір.
Є південною частиною протоки Нерса. Сполучає море Баффіна на півдні та затоку Кейна — на півночі. На Гренландському боці затоки розташовані покинуті поселення Іта та Анноаток.
Було найменовано Вільямом Баффіном у 1616 році на честь англійського дипломата Томаса Сміта. Причому власне Баффін, як і деякі його послідовники, використовував назву Затока сера Томаса Сміта (Sir Thomas Smith's Bay), оскільки вважав, що це затока, що веде до гірського пасма, яку він назвав Пагорбами Крокера (Crocker Hills). Те, що це не так, остаточно з'ясувалося лише в середині XIX століття.